# Haut-Lieu
Haut-Lieu is een gemeente in het Franse Noorderdepartement (regio Hauts-de-France) en telt 540 inwoners (1999). De plaats maakt deel uit van het arrondissement Avesnes-sur-Helpe.

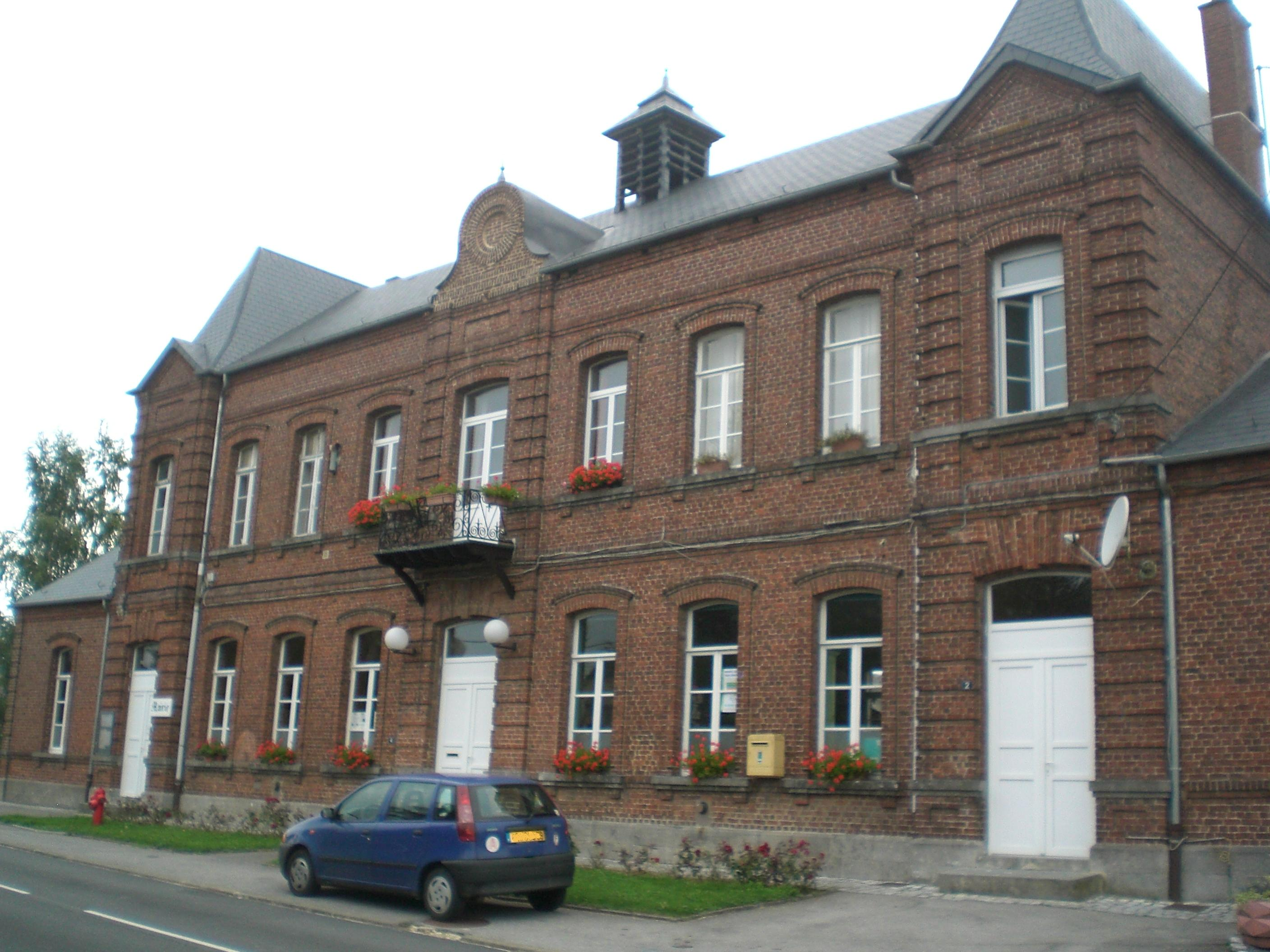
Gemeentehuis
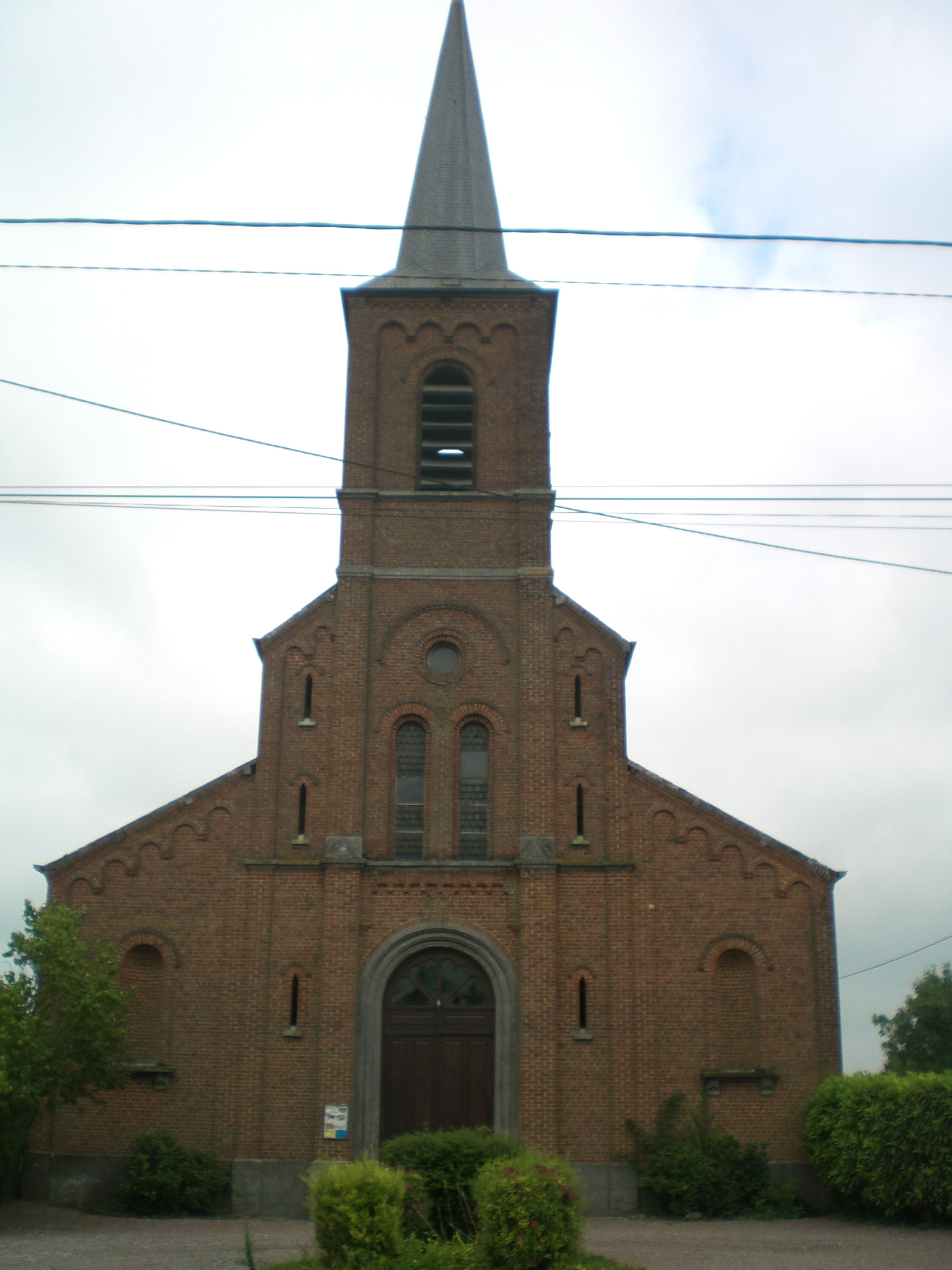
Kerk van Haut-Lieu

## Geografie
De oppervlakte van Haut-Lieu bedraagt 9,2 km², de bevolkingsdichtheid is 58,7 inwoners per km².
De onderstaande kaart toont de ligging van Haut-Lieu met de belangrijkste infrastructuur en aangrenzende gemeenten.

## Demografie
Onderstaande figuur toont het verloop van het inwonertal (bron: INSEE-tellingen).
1. ↑  Populations de référence 2022.